# Desoxicitidina
La desoxicitidina, abreviado como dC es un desoxirribonucleósido, componente de los ácidos desoxirribonucleicos derivado de la citosina. Es, junto con su forma fosforlilada monofosfato de desoxicitina (dCMP), una molécula de interés en la terapia contra el cáncer.

## Propiedades químicas
La fórmula química de la desoxicitidina es C9H13N3O4. Su estructura es similar a la de la citidina, con la diferencia de que carece del grupo 2'-grupo hidroxilo en su anillo de ribosa. La enzima desoxicitidina quinasa cataliza la fosforilación de desoxicitidina en una reacción que tiene como resultado la formación de  nucleósido difosfato y  desoxicitidina monofosfato.

## Propiedades médicas
Su administración protege a las células sanas contra los efectos de los medicamentos contra el cáncer. Al mismo tiempo, su producción por los macrófagos asociados a un tipo común de cáncer de páncreas debilita el efecto de la gemcitabina, un compuesto similar utilizado para tratar turmores malignos: la desoxicitidina se une preferentemente a la desoxicitina quinasa e impide así la fosforilación de la gemcitabina, que es necesaria para la disrupción del metabolismo de las células cancerosas.
La desoxicitidina se estudia como terapia para aliviar los síntomas de la carencia de la forma TK2 de la timidina quinasa, un desorden caracterizado por la disfunción muscular que puede llegar a provicar la muerte por insuficiencia respiratoria.